# Gestrandete Jugend
Gestrandete Jugend ist ein US-amerikanisches Filmdrama aus dem Jahr 1949 von Willis Goldbeck mit William Bendix in der Hauptrolle.

## Handlung
Der zwölfjährige Johnny Holiday hat mit seinem Freund Eddie Duggan einen Ladendiebstahl begangen. Auf dem Heimweg folgen Johnny zwei Polizisten. Zu Hause öffnet Mrs. Bellini, die auf Johnny aufpasst, während seine Mutter im Krankenhaus ist, die Tür. Die Polizisten finden bei Johnny Diebesgut und nehmen ihn fest. Er wird zu einer Reformschule nach Plainfield geschickt.
Sofort versucht Johnny zu fliehen, läuft jedoch dem Schulleiter Sergeant Walker, einem ehemaligen Soldaten, in die Arme. Der Psychologe Dr. Piper bietet Johnny an, bei Schulprojekten mitzuarbeiten, doch Johnny weigert sich. Trotz seiner Angst vor Pferden wird er zur Arbeit in Walkers Stall geschickt. Dort freundet sich Johnny nach einiger Zeit mit der Stute Nellie an. Kurz darauf erlaubt Walker dem Jungen, den Milchwagen mit Nellie zu fahren. Nellie wird im Wald durch Holzfäller erschreckt. Sie scheut und der Wagen kippt mit der Milchladung um. Superintendent Lang schickt Johnny nun in die Schusterei. 
Während einer Feier hält der Gouverneur von Indiana, Henry F. Schricker, eine Rede und gratuliert den Reformschülern zu ihrer Arbeit. Johnny nimmt stolz an der Parade teil und sieht, dass Eddie eingeliefert wird. Walker bekommt von Lang die Erlaubnis, Johnny zu einer Show nach Indianapolis mitzunehmen. Eddie gibt Johnny Geld, damit er ihm Zigaretten kauft. Als Walker und Johnny am Krankenhaus vorbeifahren, hält Walker an. Er möchte, dass Johnny seine Mutter besucht und gibt ihm Geld, damit er ein paar Süßigkeiten für sie kaufen kann. Johnnys Mutter erzählt Walker, dass sie Eddies Einfluss dafür verantwortlich macht, dass Johnny Straftaten begangen hat. Sie ist dankbar, dass Walker sich um ihren Sohn kümmert. Der bemerkt die Zigaretten in Johnnys Tasche und nimmt sie ihm weg.
Zurück in der Schule ist Eddie sauer, dass Johnny die Zigaretten nicht mehr hat. Als er Walker und Johnny vor dem Stall beim Murmelspiel sieht, will er einen Heustapel auf Walker fallen lassen. Johnny kann Walker jedoch rechtzeitig zur Seite schubsen. Dr. Piper sieht in Eddie einen Psychopathen und will ihn in eine andere Anstalt verlegen lassen. Johnny soll sich weiterhin um Nellie kümmern, die mittlerweile schwanger geworden ist. Die Stute wird krank. Walker stellt fest, dass sich das Fohlen gedreht hat. Er telefoniert mit einem Tierarzt, der ihm erklärt, dass er Nellie töten muss, um das Fohlen zu retten. Walker schickt Johnny in den Schlafsaal. Dort hört Johnny den Schuss und rennt weinend zurück zum Stall. Auch der Anblick des gesunden Fohlens kann ihn nicht beruhigen. Eddie hetzt Johnny gegen Walker auf. Als Johnnys Mutter zu Besuch kommt, kann sie ihn nicht sehen, weil Johnny unter Arrest steht. Später wird Johnny mit der Pflege des Fohlens beauftragt. Eddie drängt ihn, mit ihm zu flüchten.  
Zu Weihnachten tritt der Sänger und Komponist Hoagy Carmichael mit seinem Freund, dem Organisten Buddy Cole, in der Schulkapelle auf. Als Hoagy einige Schüler zum Mitsingen auf die Bühne holt, starten Eddie und Johnny ihren Fluchtversuch. Walker sieht, wie die beiden die Kapelle verlassen. Eddie fordert Johnny auf, einen Jeep kurzzuschließen. Währenddessen beschafft er sich Walkers Pistole. Walker kommt hinzu, Eddie verlangt von ihm die Autoschlüssel. Walker schickt Johnny in sein Büro, die Schlüssel zu holen. Dort ruft Johnny die Polizei und bittet dann Eddie, Walker in Ruhe zu lassen. Eddie hört die Polizeisirenen und sieht den abgenommenen Hörer des Telefons. Er nimmt Johnny als Geisel und schießt auf Walker. Die eintreffenden Polizeibeamten können Eddie überwältigen und festnehmen, während sich Johnny um den verletzten Walker kümmert. Nach dessen Genesung absolviert Johnny den Rest seiner Strafe. Danach verabschieden sich er und seine Mutter von Walker und dem Fohlen.

## Produktion

### Hintergrund
Gedreht wurde der Film von Anfang Juli bis Mitte August 1949 in Indianapolis und Plainfield (Indiana).
Laut dem Pressebuch des Films wurde Produzent Alcorn mit 13 Jahren in eine Reformschule eingewiesen. Den Film produzierte er aus Dankbarkeit für die Schule.

### Besetzung
Die Rolle des Sergeant Walker sollte von Wallace Beery gespielt werden. Beery verstarb jedoch noch während der Produktionsvorbereitung und wurde durch William Bendix ersetzt.

## Veröffentlichung
Die Premiere des Films fand am 18. November 1949 in Indianapolis statt. In der Bundesrepublik Deutschland kam er am 31. August 1951 in die Kinos. Er wurde auch unter dem Titel Revolte im Erziehungshaus gezeigt.

## Kritiken
Das Lexikon des internationalen Films schrieb: „Schwarzweiß gezeichnete Charaktere und manche Sentimentalität in einem amerikanischen "Reformfilm".“
Der Kritiker des TV Guide sah eine aufrichtige und gut gemachte Geschichte über unberechenbare Jugendliche in einer Reformschule. Der Film sei eine interessante und sensible Studie. Er wurde an Originalschauplätzen gedreht, was ihm einen bestimmten Hauch Realismus verleihe. Die Regie sei dicht, der Film habe einen halbdokumentarischen Stil.